# Audrius Butkevičius
Audrius Butkevičius, född 24 september 1960 i Kaunas i Litauiska SSR, Sovjetunionen, är en litauisk läkare och politiker.

## Biografi
Efter examen 1978 vid Aušros gimnazija i Kaunas avlade Butkevičius medicinsk examen 1986 vid Kauno medicinos institutas. Åren 1980–1986 arbetade han som vetenskaplig medarbetare vid Zigmas Januškevičius-institutet, varefter han var verksam som läkare i Viešintos 1986–1987 och 1988–1989 i Kaunas landskommun. Från 1988 var han medlem av Sąjūdis. Han var ledamot av Seimas 1990–1992 och 1996–2000. Han var grundare av Förbundet av politiska fångar och landsflyktiga och också dess ordförande. År 1994 studerade han vid Centre for Defence Studies vid King’s College i London. Butkevičius var försvarsminister från den 23 juli 1992 till den 28 oktober 1993.[källa behövs] Han har varit verkställande direktör för teknologiföretaget Cancosus Development Center. Åren 2007–2011 var han ledamot av stadsfullmäktige i Vilnius för Ordning och rättvisa.
Audrius Butkevičius kallades 1996 till ledamot av svenska Kungliga Krigsvetenskapsakademien.